# Subfusell
El subfusell és una arma de foc llarga força lleugera i manejable, de canya molt més curta que el fusell, que dispara munició de pistola, però a ràfega, com la metralladora (tot i que els subfusells actuals també poden disparar tret a tret). Pot dur culata fixa o, més sovint, desplegable.

## Precisions terminològiques
Col·loquialment, aquesta mena d'arma sovint és anomenada "metralleta" pels civils; emperò, el terme tècnic, i l'únic emprat entre els especialistes, és subfusell. D'altra banda, cal evitar de confondre el subfusell amb armes força diferents com són la metralladora, el fusell metrallador i el fusell d'assalt; aquesta mena de confusions és bastant habitual en la parla col·loquial catalana, i a voltes s'ha arrossegat a obres terminològiques; per exemple, el Diccionari visual Duden, altrament obra valuosíssima, que anomena "pistola metralladora" el subfusell (així com anomena "fusell metrallador" el fusell d'assalt i "metralladora" el fusell metrallador).

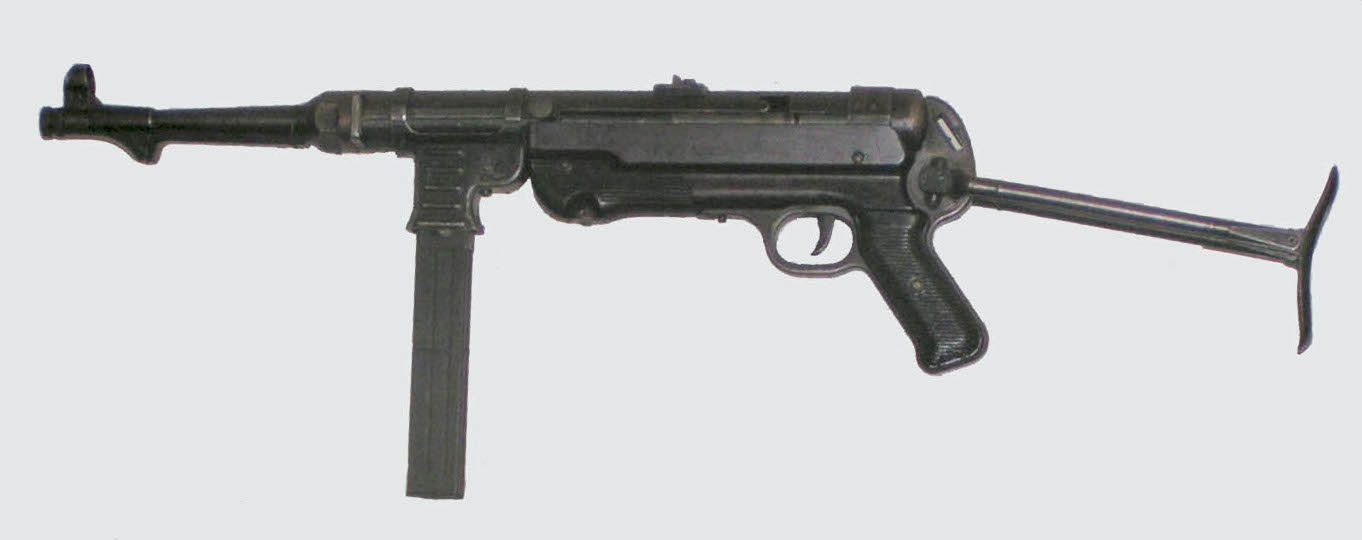
Un subfusell clàssic: l'MP40 del Tercer Reich

## Història
Els primers subfusells d'èxit foren el Beretta model 1918, italià, i l'MP 18 alemany (d'Hugo Schmeisser).
El subfusell fou molt desenvolupat en entreguerres, amb exemples tan destacats com el Thompson M1928 estatunidenc (icona de l'exèrcit d'aquell país i, alhora, tòpic dels films de gàngsters). Emperò, no se'n descobrí la vàlua militar real fins al seu ús massiu a la Guerra del Chaco (1932-1935) i, encara més, a la Guerra Civil Espanyola (1936-1939).
El subfusell conegué la seva edat d'or durant la Segona Guerra Mundial, en què fou emprat massivament i tingué un paper decisiu (basta evocar armes mítiques com el citat Thompson M1928, l'Sten britànic, el PPX soviètic o l'MP40 del Tercer Reich); així com en les guerres anticolonials posteriors.
Un subfusell de disseny i fabricació catalans fou el Labora Fontbernat M-1938. Avui dia el subfusell és arma utilitzada sobretot de cossos de seguretat.

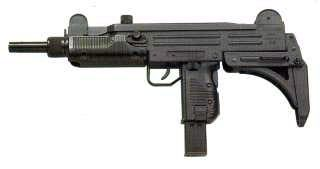
Un subfusell clàssic: l'Uzi israelià (1948)

## Armes de defensa personal

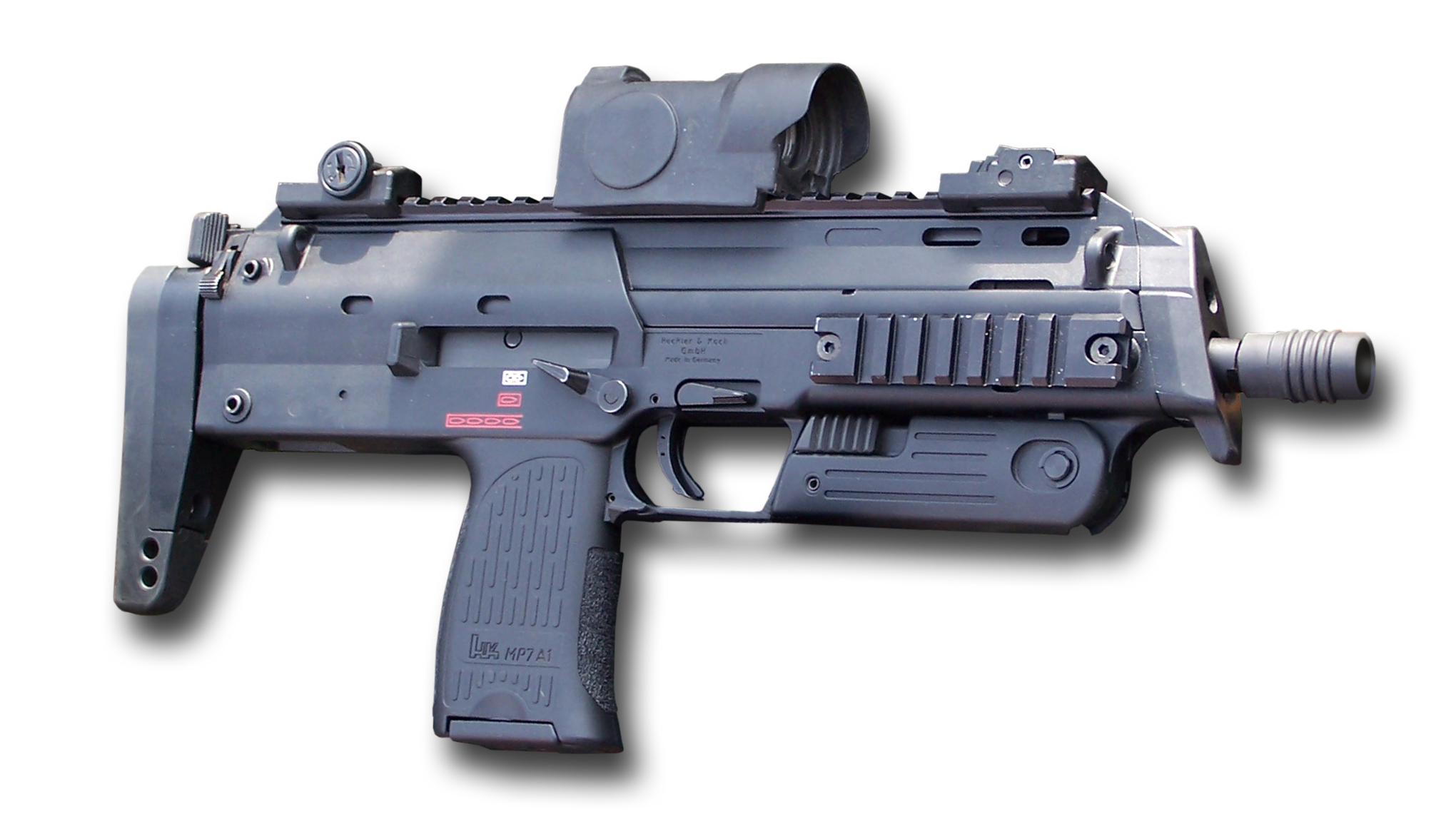
Arma de defensa personal alemanya H&K MP7, amb carregador de 20 cartutxos i visor.

Les armes de defensa personal (o PDW per les inicials de personal defense weapon) es van desenvolupar a final de la dècada de 1980 com una evolució dels subfusells. L'objectiu era donar resposta a una sol·licitud oficial per part de l'OTAN per a substituir els subfusells de calibre 9 mm Parabellum. Els PDW són armes de foc compactes i els trets de les quals són capaces de penetrar una armilla antibales. Equipen sobretot tropes no combatents o de suport (com la tripulació d'un vehicle blindat o d'artilleria), així com forces especials i policials en situacions de combat proper o urbà.
Un exemple destacar és el FN P90 disseny belga introduït el 1991 en configuració bullpup i un calibre de nova factura. Compta amb un carregador amb 50 cartutxos situat horitzontalment sobre el canó, així com punt de mira amb reflector integrat i controls completament ambidextres. Empra una munició dissenyada especialment per a ser capaç de penetrar blindatge el FN 5,7×28mm amb un calibre reduït i on la bala assoleix una gran velocitat. Un altre exemple és el subfusell alemany Heckler & Koch MP7 amb una aparença més comuna. Aquest utilitza el sistema de pistó accionat per gasos del fusell d'assalt HK416 però té un disseny molt lleuger i empra una munició dissenyada també especialment per aquesta arma de calibre 4,6x30mm.